# Biscogniauxia pithodes
Biscogniauxia pithodes är en svampart som först beskrevs av Berk. & Broome, och fick sitt nu gällande namn av Whalley & Læssøe 1990. Biscogniauxia pithodes ingår i släktet Biscogniauxia och familjen kolkärnsvampar.   Inga underarter finns listade i Catalogue of Life.